# Giovanni II Bentivoglio

Giovanni II Bentivoglio

Giovanni II Bentivoglio (Bologna, 12 februari 1443 – Milaan, 15 februari 1508) was een Italiaans edelman die als tiran over Bologna regeerde van 1463 tot 1506.

## Biografie
Giovanni II was de zoon van Annibale I Bentivoglio, magistraat van de gemeente, en Donnina Visconti. Hij was nog slechts een kind toen zijn vader vermoord werd door zijn rivaal Battista Canneschi in juni 1445.
Na de dood van Sante I Bentivoglio in 1463, volgde Giovanni II hem op en werd signore van de stad, hoewel de stad en haar gebieden behoorden tot de Kerkelijke Staat met aan het hoofd een pauselijk legaat. In 1464 verkreeg hij door paus Paulus II het privilege om zich hoofd van de senaat van de stad te noemen.
Om de steun van andere machtige families in Italië veilig te stellen vocht Giovanni II als condottiero. In 1467 was hij in dienst van Florence, Milaan en Napels tegen Bartolomeo Colleoni, en in 1471 was hij opnieuw in dienst van Milaan. Zijn eerste militaire daden vonden pas plaats in 1477 toen hij namens de Sforza familie de Italiaanse stad Faenza belegerde. Tijdens de oorlog van Ferrara in 1482 hielp hij Ercole I d'Este in zijn strijd tegen paus Sixtus IV en de Venetië.
In 1488 vermoordde zijn dochter Francesca haar echtgenoot Galeotto Manfredi, heerser van Faenza. De inwoners van de stad zagen dit als een poging om de stad te veroveren en kwamen in opstand. Toen Giovanni bij de stad aankwam om de opstand neer te slaan werd hij gevangengenomen. Slechts door bemiddeling van Lorenzo I de' Medici werd hij vrijgelaten. In hetzelfde jaar werd hij kapitein-generaal van het Milanese leger, maar dit was slechts een eretitel, omdat Giovanni het daadwerkelijke commando overliet aan zijn zonen. In 1488 moest Giovanni een complot tegen hem neerslaan, die uitging van de Malvezzi familie; bijna alle familieleden van de Malvezzi werden opgehangen of verbannen. In 1501 vond eenzelfde gebeurtenis plaats, nu door toedoen van de Marescotti familie. Leden van deze familie ondergingen daarbij hetzelfde lot als de Malvezzi's.
Bentivoglio was erin geslaagd om de expansiedrift van Cesare Borgia te weerstaan -weliswaar door bemiddeling, waardoor gebieden afgestaan moesten worden aan Borgia -, maar op 7 oktober 1506 gaf paus Julius II een bul uit waarin hij Giovanni excommuniceerde en de stad Bologna onder interdict plaatste om zo de macht van de Kerkelijke Staat te herstellen. Toen de pauselijke troepen, gesteund door Lodewijk XII van Frankrijk, optrokken tegen Bologna, vluchtte de Bentivoglio familie, waardoor Julius II op 10 november de stad op triomfantelijke wijze binnentrok. De humanist Erasmus was getuige van deze triomftocht en schreef in zijn “Juliande” o.a. over de reden waarom Julius II besloten had de stad opnieuw in te nemen:
..ik verdreef de Bentivoglio en stelde bisschoppen en kardinalen aan voor het bestuur van de stad, zodat alle inkomsten daar, tot aan de laatste cent, in handen kwamen van de kerk van Rome.
Een poging van zijn zonen Annibale II en Ermes om Bologna te heroveren in 1507 mislukte. Hierop plunderden de inwoners van Bologna Giovanni’s bezittingen in de stad, waarbij het paleis -Palazzo Bentivoglio- verwoest werd.
Geëxcommuniceerd bracht Giovanni zijn laatste dagen als gevangene van Lodewijk XII in Milaan door. Hij overleed daar in het Castello Sforzesco op 15 februari 1508.

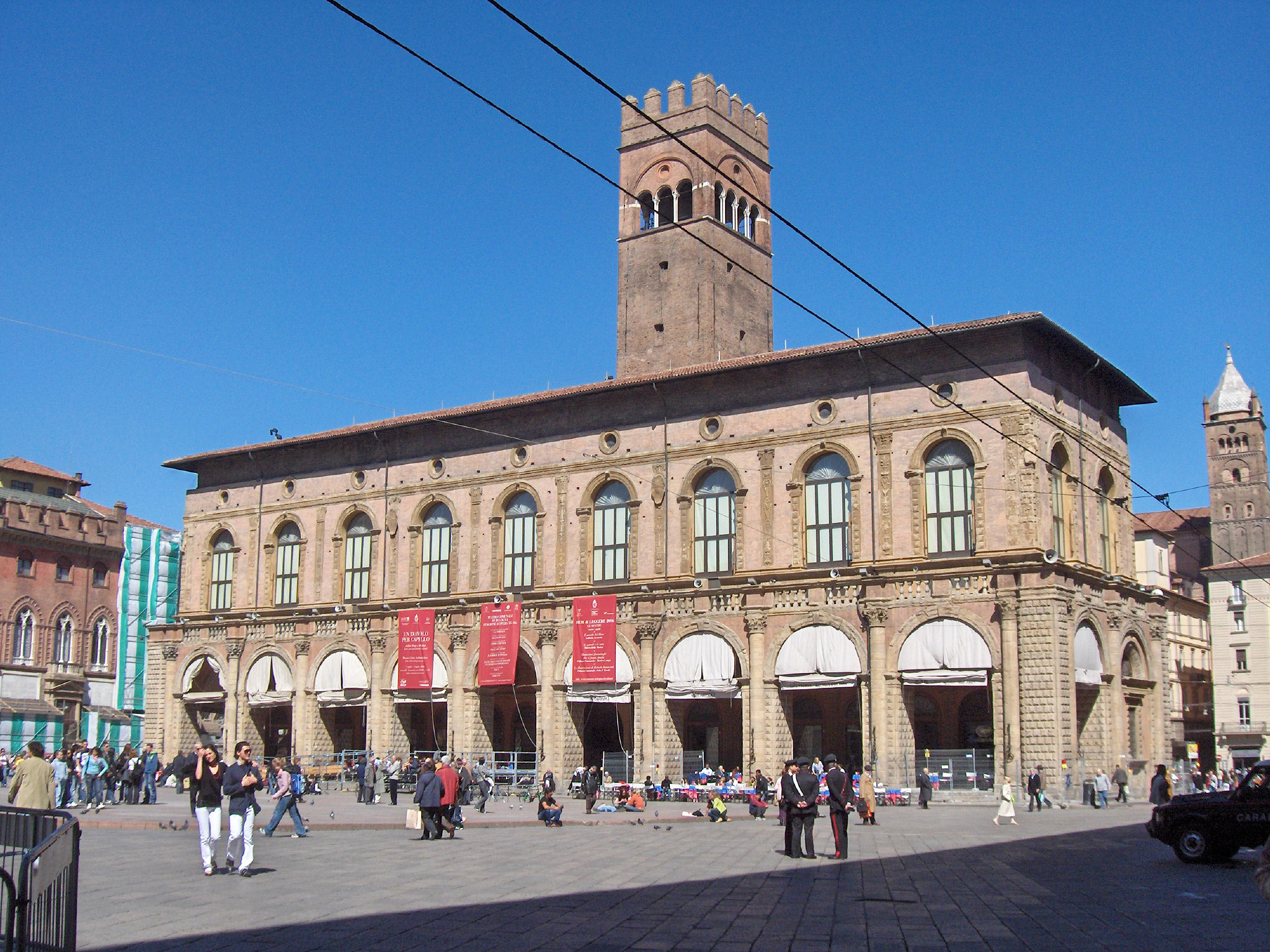
Palazzo del Podestà

Als heerser tijdens de Renaissance droeg Giovanni ook bij tot de verfraaiing van de stad Bologna en legde hij zich toe op de verbetering van de waterwerken in de stad. Aan verschillende kunstenaars, waaronder Francesco Francia, Lorenzo Costa en Amico Aspertini werden opdrachten gegeven voor fresco’s in het Oratorio di Santa Cecilia. Ook gaf hij opdracht tot de bouw van het Palazzo Bentivoglio en de restauratie van het Palazzo del Podestà.

## Huwelijk
Giovanni trouwde op 2 mei 1464 met Ginevra Sforza (1440-1507), de weduwe van zijn voorganger. Uit het huwelijk werden 16 kinderen geboren, waarvan er 11 hun jeugd zouden overleven.
- Annibale (1469-1540): getrouwd met Lucrezia d’Este
- Ermes (1475-1513): getrouwd met Iacopa Orsini
- Alessandro (1474-1532): getrouwd met Ippolita Sforza
- Camilla (?): kloosterlinge
- Isotta (?): kloosterlinge
- Francesca (?): getrouwd met Galeotto Manfredi
- Antongaleazzo (?), prelaat
- Eleonora (?): getrouwd met Giberto Pio
- Laura (?): getrouwd met Giovanni Gonzaga
- Violante (?): getrouwd met Pandolfo IV Malatesta
- Bianca (?):Niccolò Maria Rangoni

Een schilderij van de gehele familie Bentivoglio van Lorenzo Costa (1460-1535) bevindt zich in de San Giacomo Maggiore kerk te Bologna.
- Gemeinsame Normdatei: 121523225
- International Standard Name Identifier: 0000 0000 6154 0319
- Library of Congress Control Number: n85164836
- Nationale Bibliotheek van Polen: a0000003410962
- SNAC: w6r51h6n
- Système universitaire de documentation: 223368768
- Virtual International Authority File: 59942541
- WorldCat: E39PBJcwFqpwdtD3vjxqjjCxXd